# Chamisso-Gesellschaft
Die Chamisso-Gesellschaft e. V. ist eine literarische Gesellschaft, die am  17. April 2010 in Kunersdorf im Oderbruch gegründet wurde. 
Die Gesellschaft hält die Erinnerung an den Dichter Adelbert von Chamisso wach und dokumentiert sein Leben und Wirken als Weltreisender, Dichter, Sprachwissenschaftler und Naturforscher. Die Gesellschaft fördert Projekte sowie Publikationen und Ausstellungen über Chamisso und trägt dazu bei, sein internationales Ansehen zu vermehren und neue Aspekte seines Werkes zu erarbeiten. Zu diesem Zweck beteiligt sich die Gesellschaft seit 2016 an der Herausgabe der Chamisso-Studien.